# ميخائيل داف
ميخائيل داف (بالإنجليزية: Michael Duff)‏ هو فيزيائي بريطاني، ولد في 28 يناير 1949 في مانشستر في المملكة المتحدة.